# Dale Stephens
Dale Christopher Stephens (Bolton, 12 dicembre 1989) è un ex calciatore inglese, di ruolo centrocampista.

## Carriera
Interno di centrocampo, nel luglio del 2006 l'Oldham Athletic ne preleva il cartellino a 10000 €. Nel luglio 2011 il Charlton sborsa 390000 € per acquistarlo dall'Oldham.